# Лієдсон
Лієдсон (порт. Liédson, нар. 17 грудня 1977, Кайру) — колишній бразильський та португальський футболіст, що грав на позиції нападника.
Виступав, зокрема, за «Спортінг», а також національну збірну Португалії.

## Клубна кар'єра
Розпочав грати в футбол в нажчолігових аматорських клубах «Посойнс» та «Прудентополіс», працюючи в супермаркеті протягом тижня.
Першим професійним клубом для гравця стала «Корітіба», де він провів сезон 2001 року, після чого по сезону провів у «Фламенго» і «Корінтіансі», ставши з останнім чемпіоном штату Сан-Паулу.
Своєю грою за останню команду привернув увагу представників тренерського штабу португальського «Спортінга», до складу якого приєднався 31 серпня 2003 року за 2 млн євро. Відіграв за лісабонський клуб наступні вісім сезонів своєї ігрової кар'єри. Більшість часу, проведеного у складі «Спортінга», був основним гравцем атакувальної ланки команди і одним з головних бомбардирів команди, маючи середню результативність на рівні 0,54 голу за гру першості, через що двічі ставав найкращим бомбардиром чемпіонату та одного разу — національного кубка. За свою португальську кар'єру Лієдсон забив 174 голи у 310 матчах за клуб і став одним з найрезультативніших футболістів в історії «Спортінга», вигравши за цей час з командою по два кубка та суперкубка Португалії.
31 січня 2011 року Лієдсон повернувся в «Корінтіанс», де в тому ж році став чемпіоном Бразилії, а в 2012 році — володарем Кубка Лібертадорес. В цьому турнірі нападник зумів відзначитися лише одним забитим голом на груповій стадії, і до кінця турніру він став запасним гравцем. Однак він двічі виходив на заміну у фінальних матчах.
6 серпня 2012 року гравець підписав контракт з «Фламенго», за яке виступав до кінця року.
24 січня 2013 року футболіст перейшов в «Порту» на правах оренди до кінця сезону, за результатами якого став з командою чемпіоном Португалії, хоч і не забив за «драконів» жодного голу.
В червні 2013 року Лієдсон повернувся до «Фламенго», проте вже у вересні того ж року оголосив про завершення ігрової кар'єри.

## Виступи за збірну
За збірну Бразилії Лієдсон ніколи не виступав, проте дав кілька інтерв'ю, в яких вказував, що готовий виступати за збірну Португалії.
19 серпня 2009 року Лієдсон отримав португальське громадянство і право виступати за збірну Португалії, де вже виступали інші натуралізовані бразильці Пепе і Деку.
Незабаром Лієдсон був викликаний головним тренером збірної Карлушем Кейрошем на матчі відбору на чемпіонат світу 2010 року, який визнав, що Лієдсон підсилить команду. Сам бразилець сказав, що він щасливий натуралізації. 
5 вересня 2009 року нападник дебютував у збірній в матчі проти збірної Данії, замінивши по перерві Тьягу Мендеша. На 86 хвилині дебютант забив гол і здобув для своєї команди нічию 1:1. В підсумку португальці поступились Данії першим місцем у групі, але через плей-оф таки пробились на «мундіаль».
32-річний Лієдсон був включений до складу збірної Португалії на чемпіонат світу 2010 року у ПАР, де зіграв у трьох матчах і відзначився у грі зі збірною КНДР (7:0). 
По завершенні турніру зіграв ще в одному матчі за збірну у вересні того ж року, після чого перестав залучатись до ігор збірної. Всього протягом кар'єри у національній команді, яка тривала усього 2 роки, провів у формі головної команди країни 15 матчів, забивши 4 голи.

## Досягнення

### Командні
- Чемпіон Бразилії (1): 2011
- Чемпіон штату Сан-Паулу (1): 2003
- Чемпіон Португалії (1): 2012/13
- Володар Кубка Португалії (2): 2006/07, 2007/08
- Володар Суперкубка Португалії (2): 2007, 2008
- Володар Кубка Лібертадорес (1): 2012

### Особисті
- Найкращий бомбардир Кубка Сул-Мінас: 2002
- Найкращий бомбардир чемпіонату Португалії: 2005 (25 голів), 2007 (15 голів)
- Найкращий бомбардир Кубка Португалії: 2006/07 (6 голів)
- Найкращий бомбардир чемпіонату штату Сан-Паулу: 2011 (11 голів, разом з Елано)